# Зайденштюккер, Фридрих
Фридрих Зайденштюккер (нем. Friedrich Seidenstücker; 26 сентября 1882, Унна — 26 декабря 1966, Западный Берлин) — немецкий фотограф, известен фотографиями повседневной жизни, животных и обнажённой натуры, а также фотоснимками руин Берлина, разрушенного во время Второй мировой войны.

## Биография
Зайденштюккер изучал машиностроение в Хагене с 1901 по 1903 год. В 1904 году он продолжил учёбу в Королевском техническом колледже в Шарлоттенбурге, но также занимался скульптурой и фотографией. Во время Первой мировой войны он работал авиаконструктором в «Zeppelin-Bau AG» в Потсдаме. В 1918 году он начал изучать скульптуру в Колледже изящных искусств у скульптора-анималиста Августа Гауля. С 1921 по 1923 год он совершал учебные поездки в Мюнхен, Рим и Париж.

## Творчество
Впоследствии Зайденштюккер работал внештатным скульптором и фотографом в Берлине. Как фотограф, он был гораздо более успешным, чем скульптор. Тем не менее ему часто приходилось пользоваться финансовой поддержкой от своей семьи. Он сделал себе имя, фотографируя животных в Берлинском зоологическом саду. Обнаженные фигуры и повседневная жизнь граждан, которые он фотографировал, также вызывали у него профессиональный интерес. В 1930 году он стал постоянным сотрудником издательства «Улльштайн». Его фотографии появились в журналах, таких как «die neue linie», «Berliner Illustrirte Zeitung», «Die Dame», «Der Querschnitt» и «Die Woche». После 1945 года Зайденштюккер снова стал независимым фотографом в Берлине. Серия фотографий о разрушенном Берлине, а в особенности о Тиргартене, принесла ему широкую известность.

## Выставки
- 2012: Фотовыставка — Фридрих Зайденштюккер, с 14 октября 2011 года по 6 февраля 2012 года в Берлинской галерее.